# Пінхас Сапір
Пінхас Сапір (Козловський) (івр. פנחס ספיר; 15 жовтня 1906, Сувалки, Російська імперія — 12 серпня 1975, мошав Неватім) — ізраїльський державний діяч. Один з лідерів партії «МАПА», а потім блоку «Маарів», який займав пост міністра фінансів Ізраїлю в кабінетах Леві Ешкола і Голди Меїр.

## Біографія
Пінхас Козловський (в майбутньому взяв псевдонім Сапір) народився в 1906 році в губернському центрі Царства Польського Сувалках. Отримавши традиційну єврейську освіту, він продовжив навчання у Варшаві в учительській семінарії «Тахкемоні».
Під час перебування у Варшаві Козловський вступив в сіоністський рух «Хе-Халуц». У 1929 році він емігрував до підмандатну Палестину, де почав працювати на цитрусової плантації в Кфар-Саві. Він швидко виділився із загальної маси працівників своїми організаторськими здібностями. Зокрема, він взяв активну участь у боротьбі за «єврейський працю», в рамках якої керівництво сіоністів-соціалістів агітувало приїжджали в Палестину євреїв займатися продуктивною працею. У 1932 році Козловський був заарештований за участь у демонстрації проти використання арабського праці на належних євреям цитрусових плантаціях.
У сердине 30-х років Козловський привернув до себе увагу Леві Ешкол. З 1937 по 1947 рік він був заступником Ешкол в компанії «Мекорот», що займалася водопостачанням, і надалі постійно залишався його близьким помічником.
У 1947 році Козловський увійшов до складу Комісії у справах Негева, відала питаннями обороноздатності єврейських поселень в південній частині Палестини, пізніше був призначений одним з керівників інтендантської служби «Хагани», а в 1948 році йому було доручено керівництво закупівлями зброї в Європі. З 1949 по 1951 Козловський, який на вимогу Давида Бен-Гуріона змінив прізвище на Сапір, був заступником генерального директора міністерства оборони Ізраїлю, пост якого в цей час займав Ешколь. У 1951—1953 роках він за дорученням прем'єр-міністра вів організаційну роботу в міністерстві сільського господарства і міністерстві фінансів, де потім зайняв пост генерального директора, на якому залишався до 1955 року.
У 1955 році Сапір отримав свій перший міністерський портфель, очоливши міністерство торгівлі та промисловості. Цю посаду він обіймав майже десять років поспіль — спочатку в уряді Давида Бен-Гуріона, а потім в уряді Леві Ешкол. Після вступу Ешкол на посаду прем'єр-міністра в 1963 році Сапір став його наступником на посаді міністра фінансів, на якому залишався до середини 1968 року. Протягом майже півтора десятиліть на Сапіра покладалися завдання по індустріалізації Ізраїлю і вишукування коштів для її здійснення. Він займався пошуком зовнішніх позик, мобілізував кошти в єврейських громадах за кордоном, створював громадські та приватні фонди. Сапір був одним з ініціаторів створення «міст розвитку» в малонаселених районах Ізраїлю і створення в них промислових комплексів (задача була вирішена лише частково, і в містах розвитку як і раніше гостро стоїть проблема безробіття). Також у період своєї роботи в міністерствах фінансів і промисловості Сапір просував такі проекти національного значення, як Всеізраїльського водопровід і нафтопровід Ейлат-Ашкелон, і сприяв розвитку в Ізраїлі системи вищої освіти [2]. Одночасно він вирішував завдання інтеграції ізраїльської економіки у світову, укладаючи торговельні угоди з країнами Європи та за її межами, сприяючи розвитку експорту та лібералізуючи проводилася його попередниками політику протекціонізму відносно товарів місцевого виробництва. Ця діяльність принесла йому ім'я головного архітектора ізраїльської економіки.
З часом Сапір став однією з ключових фігур в партії «МАПА», а потім в утвореної в результаті її злиття з іншими сіоністськими соціалістичними рухами партії Праці, де в 1968—1969 роках він обіймав пост генерального секретаря [4]. На парламентських виборах 1965 після розколу в партії у зв'язку зі справою Лавона Сапір сприяв перемозі Леві Ешкол. У 1970 році, після смерті Ешкол, він підтримав обрання новим лідером партії Голди Меїр, в уряді якої після короткої перерви знову очолив і міністерство фінансів, і міністерство промисловості і торгівлі. У 1974 році, після відставки Меїр, Сапір відхилив пропозицію очолити партійний список, висунувши у відповідь кандидатуру колишнього начальника Генерального штабу АОИ і посла в США Іцхака Рабина. У 1974—1975 роках Сапір, що покинув уряд, очолював правління Всесвітньої сіоністської організації та Єврейського агентства. Він помер у серпні 1975 року в мошаві Неватім неподалік від Беер-Шеви.

## Погляди
Пінхас Сапір, незважаючи на займані посади, у повсякденному житті залишався скромною і невибагливою людиною. Він просто одягався, жив у скромній квартирі і навіть затримуючись на ніч в Єрусалимі по роботі, ночував не в готелі, а в однокімнатній квартирі друга-політика, з такого приводу розділяються на дві частини ширмою.
За політичними поглядами Сапір належав до «голубиному» крилу робочого сіоністського руху. Він виступав проти анексії Західного берега Йордану і сектора Газа після Шестиденної війни, так як вважав її згубною для ізраїльської економіки і для єврейського вигляду держави. Він також зіграв важливу роль в тому, що Аріель Шарон, на початку 1970-х років претендував на посаду начальника Генштабу АОІ, її не отримав: Сапір виступив проти призначення на цей пост людини, відомого правими поглядами.

## Оцінки діяльності та увічнення пам'яті
Пинхаса Сапіра називають найуспішнішим міністром фінансів Ізраїлю. При цьому його методи залучення інвесторів до Ізраїлю неодноразово піддавалися критиці як марнотратні для країни і заохочують шахраїв. Сапіра критикували за нібито безконтрольний витрата коштів, недооцінку загрози інфляції і спонтанність рішень.
В пам'ять про Пінхас Сапір названі вулиці ізраїльських міст, район Кфар-Сави Мерказ-Сапір, академічний коледж в Негеві (англ. Sapir Academic College) [5], навчальні центри в Тель-Авівському і Беер-шевський університетах, заснований в 1978 селище Сапір в регіональному раді Ха-Арава-ха-Тихона разом з прилеглим до нього національним парком, а також престижна літературна премія Ізраїлю.